# Victor Breikull

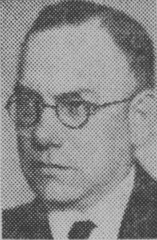
Victor Breikull

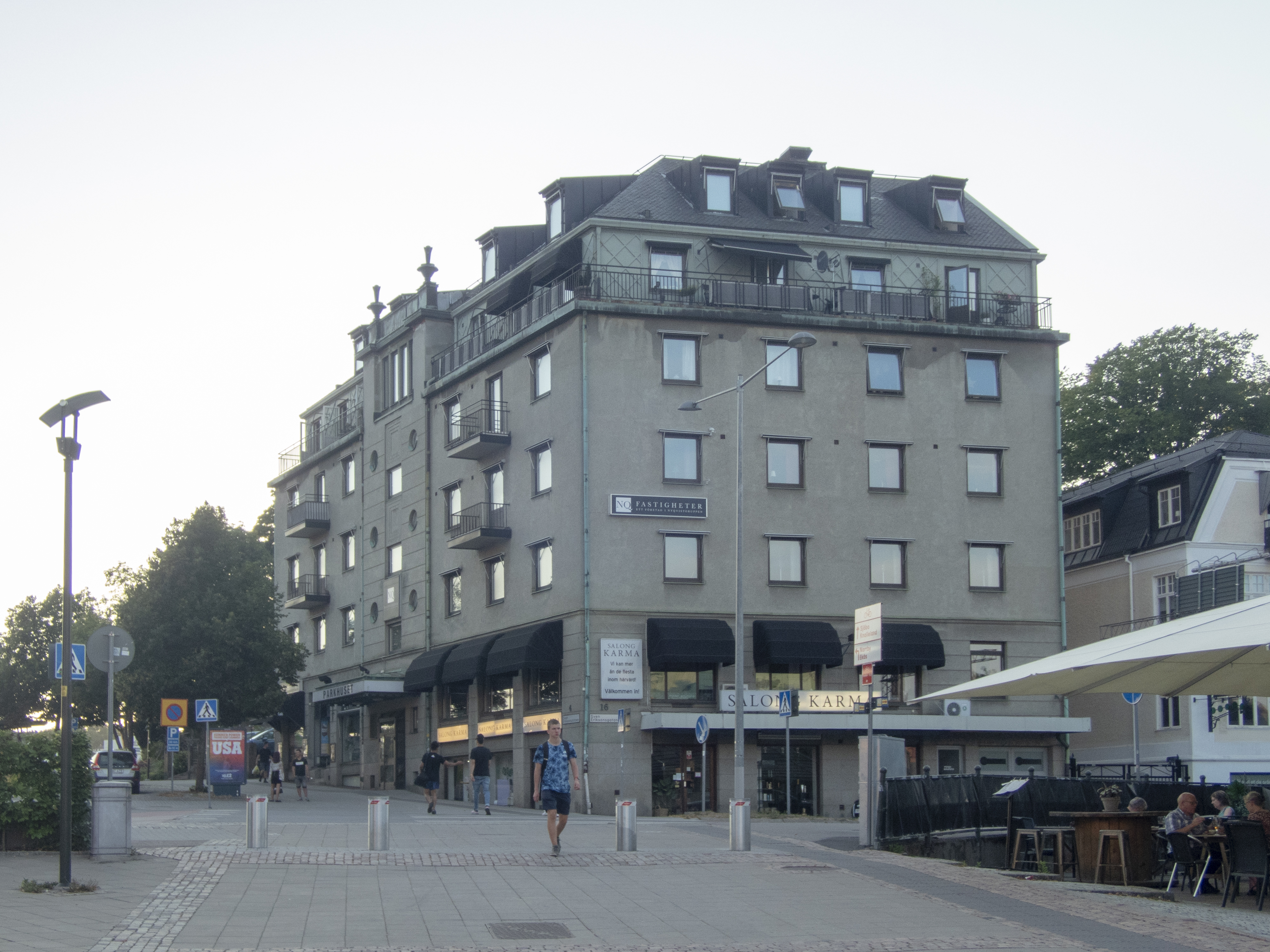
Tidigare Park Hotell i Borås

Victor Theodor Breikull, född 10 september 1884 i Malmö, död 1 februari 1967 i Brämhult, var en svensk arkitekt.
Breikull, som var son till byggmästare Olof V. Ohlsson och Hanna Nilsson, avlade studentexamen i Malmö 1903, avgångsexamen från Kungliga Tekniska högskolan 1908 och studerade vid Kungliga Konsthögskolan 1908–1911. Han var praktiserande arkitekt i Stockholm 1909–1912, lektor vid Borås tekniska elementarskola från 1913, föreståndare för Borås tekniska yrkesskola 1917–1920 och stadsarkitekt i Borås stad 1917–1929. 
Breikull uppgjorde ritningar till ett flertal byggnader, bland annat Park Hotell i Borås. För AB Bostäder ritade han hus i kvarteret Mården (1925) och kvarteret Byggmästaren (1924). Han ritade även fabrikör Herman Anderssons villa vid Varbergsvägen 27 (1917). Han skrev musikanmälningar i Borås Tidning. Han var ordförande i Byggnadstekniska föreningen 1930–1943, ledamot av Borås byggnadsnämnd 1915–1929 och av Svenska Teknologföreningen 1905–1917.